# تبارزایی محاسباتی
تبارزایی رایانشی یا فیلوژنتیک محاسباتی (به انگلیسی: Computational phylogenetics) بهره‌گیری از الگوریتم‌ها، روش‌ها و برنامه‌های محاسباتی جهت تحلیل فیلوژنتیک است. هدف از آن بازسازی درخت فیلوژنتیک برای نمایش فرضیه‌ای در مورد نیای فرگشتی یک سری از ژن‌ها، گونه‌ها یا دیگر آرایه‌ها است. برای نمونه از این تکنیک‌ها برای کاوش در درخت خانوادگی گونه‌های هومینید استفاده شده‌است. همچنین این روش‌ها، برای تعیین نمودن روابط میان ژن‌های خاص مشترک در میان اندامگان‌ها به‌کار می‌رود.
فیلوژنتیک سنتی متکی بر داده‌های ریخت‌شناسی به وسیله اندازه‌گیری و شماره‌گذاری ویژگی‌های فنوتیپیک جانداران مورد استفاده‌است. درحالیکه فیلوژنتیک مدرن بیشتر در حوضه فیلوژنتیک ملکولی قرار می‌گیرد، که از توالی نوکلئوتیدهای کدکننده ژن‌ها یا توالی آمینواسیدهای کدکننده پروتئین‌ها به عنوان پایه طبقه‌بندی فیلوژنتیک استفاده می‌کند. انواع روش‌های فیلوژنتیک ملکولی از طریق استفاده گسترده از هم‌ردیفی توالی جهت ساختن و تصفیه درخت‌های فیلوژنتیک بهره می‌گیرند، که از آن برای طبقه‌بندی روابط فرگشتی میان ژن‌های همگون موجود در ژنوم گونه‌های انشعاب‌یافته استفاده می‌شود.
درخت‌های فیلوژنتیک برساخته توسط روش‌های محاسباتی بعید است که درخت فرگشتی صددرصد دقیق میان گونه‌های مورد تحلیل را نشان دهند. همچنین تاریخچه درختی گونه‌ها ممکن است با تاریخچه درختی تک‌تک ژن‌های همگون مورد اشتراک در میان آن گونه‌ها متفاوت باشد.
تشکیل یک درخت فیلوژنتیک مستلزم حساب‌کردن همساختی میان ویژگی‌های مشترک میان آرایه‌های مورد مقایسه‌است. در مطالعات ریخت‌شناسانه، این کار با تصمیم‌گیری صریح در مورد اینکه کدام ویژگی‌های فیزیکی باید محسوب بشوند و چگونه باید آنها را به حالت‌های مختلف ورودی آرایه تبدیل کرد انجام می‌شود. در مطالعات ملکولی، مسئله اصلی تولید یک هم‌ردیفی چندگانه توالی (MSA) میان توالی ژن‌ها یا اسیدهای آمینه مورد بررسی است. روش‌های هم‌ردیفی توالی پیشرفته الزاماً درخت ژنتیک تولید می‌کنند زیرا آنها توالی‌های جدید را در داخل هم‌ردیفی محاسبه‌شده جهت فاصله ژنتیکی قرار می‌دهند. هرچند درخت فیلوژنتیک همیشه با روش MSA ایجاد می‌شود، روش‌های دیگر همچون صرفه‌جویی بیشینه و احتمال بیشینه نیازی به MSA اولیه ندارند.

## انواع درخت‌های فیلوژنتیک
درخت‌های فیلوژنتیک که با روش فیلوژنتیک محاسباتی تولید می‌شوند با توجه به داده‌های ورودی و الگوریتمی که برای ساخت آن‌ها استفاده می‌شود می‌توانند ریشه‌دار یا بدون ریشه باشند. یک درخت ریشه‌دار یک گراف جهت‌دار است که صراحتاً نزدیک‌ترین نیای مشترک را مشخص می‌کند. به‌طور معمول نیای مشترک در داده‌های ورودی حضور ندارد. اندازه‌گیری فاصلهٔ ژنتیکی می‌تواند برای رسم یک درخت مورد استفاده قرار بگیرد، در حالی که توالی‌های ورودی به عنوان برگ‌های راسی رسم می‌شوند. همچنین، فاصلهٔ هر توالی از ریشه متناسب با فاصلهٔ ژنتیکی از نزدیک‌ترین نیای مشترک فرضی است. شناسایی ریشه معمولاً مستلزم وارد کردن اطلاعات مربوط به یک «گروه خارجی» است. این گروه خارجی باید توالی‌ای باشد که ارتباط دوری با توالی‌های مد نظر داشته باشد.
در مقابل، درخت‌های بی‌ریشه فاصله‌ها و رابطه‌های بین توالی‌های ورودی را نمایش می‌دهد. این درخت‌ها بدون فرضیاتی در مورد اینکه هر توالی از کدام توالی مشتق شده‌است، ساخته می‌گردد. همواره از یک درخت ریشه‌دار می‌توان یک درخت بی‌ریشه ساخت. با این حال، برای پیدا کردن ریشهٔ یک درخت بی‌ریشه، باید اطلاعات بیشتری در مورد نرخ انشقاق، مانند پیش‌فرض‌های فرضیهٔ ساعت مولکولی را، در نظر گرفت.
به مجموعهٔ کل درخت‌های فیلوژنتیکی که می‌توان با استفاده از توالی‌های ورودی ساخت، «فضای درخت» گفته می‌شود که یک فضای چند بعدی گسسته‌است. این فضا را با استفاده از الگوریتم‌های بهینه‌سازی می‌توان پیمود. اگرچه تعداد کل درخت‌هایی که برای تعداد بسیار زیاد توالی‌های ورودی ممکن است پیچیده باشد، با این حال، با تغییر تعریف یک درخت توپولوژیک می‌توان گفت که همواره تعداد درخت‌های ریشه‌دار از تعداد درختان بی‌ریشه برای ورودی مشخصی از توالی‌ها با تنظیمات یکسان، بیشتر است.
درختان فیلوژنتیک ریشه‌دار و بی‌ریشه می‌توانند در به اصطلاحات کلی‌تر شبکه‌های فیلوژنتیکی ریشه‌دار و بی‌ریشه تبدیل شوند که امکان مدل‌سازی پدیده‌های تکاملی مانند انتقال افقی ژن و دورگه‌سازی را فراهم می‌کند.

## برای مطالعهٔ بیشتر
- PHYLIP بسته تحلیل فیلوژنتیک کد باز رایگان - دانشگاه واشینگتن
- Charles Semple and Mike Steel (2003), Phylogenetics, Oxford University Press, ISBN 978-0-19-850942-4
- Barry A. Cipra (2007), Algebraic Geometers See Ideal Approach to Biology, SIAM News, Volume 40, Number 6